# Jessica Clark
Pour les articles homonymes, voir Clark.
Jessica Clark, née le 21 avril 1985 à Londres, est une actrice britannique.

## Biographie
Jessica Clark a des origines irlandaises, indiennes et nigérianes.
En 2012, elle joue l'un des deux rôles principaux dans A Perfect Ending et tient le rôle de Lilith dans True Blood.
Mariée à Lacey Stone de 2010 à 2012, elle  est en couple avec la tatoueuse Ruby Croak.

## Filmographie
- 2010 : Sara (court métrage) : Lexus[3]
- 2011 : Bed. Head. (film) : Maya
- 2011 : State of Georgia (série télévisée) : Natalia
- 2011 : Chemistry (série télévisée) : Chantal
- 2012 : A Perfect Ending (film) : Paris
- 2012-2013 : True Blood (série télévisée) : Lilith
- 2014 : The Spy Who Came to Brunch (court métrage) : Carver (voix)
- 2014 : Revenge (série télévisée) : la femme élégante
- 2014 : Operation Barn Owl (court métrage) : Ashley
- 2014 : Casualty (série télévisée) : Carly Dobie
- 2014 : Girlfriends' Guide to Divorce (série télévisée) : Merete
- 2015 : First Murder (série télévisée) : Rachel
- 2015 : Pocket Listing (en) (film) : Lana Hunter
- 2019 :  Alien: Harvest de Benjamin Howdeshell : Hannah (court métrage)